# Chromatoclothoda albicauda
Chromatoclothoda albicauda is een insectensoort uit de familie Clothodidae, die tot de orde webspinners (Embioptera) behoort. De soort komt voor in Colombia.
Chromatoclothoda albicauda is voor het eerst wetenschappelijk beschreven door Edward S. Ross in 1987.